# Дуктоскопија
Дуктоскопија је минимално инвазивна ендоскопска диганостичка метода која омогућава циљани приступ дијагнози болести млечних канала дојке. Ова техника коришћењем субмилиметарских фибероптичких микроендоскопа уметнутих кроз дуктални отвор на површину брадавице, омогућава директну визуализацију дукталног система (мечних канала)  дојке. Ова метода такође обезбеђују радне канале за инсуфлацију, наводњавање, дуктално испирање и могућу  цитолошку анализу и терапијску интервенцију. Дуктоскопија се може обавити под локалном анестезијом у амбулантним условима.окружењу. Дуктоскопија може послужити и као допуна другим устаљеним техникама снимања дојке, али није замена за њих.

## Индикације
Многе бенигне и малигне болести дојке потичу из млечник канала или дукталних ћелија дојеке. Све је више доказа да дуктоскопија може имати улогу у лечењу жена са патолошким исцедком из брадавица у скринингу жена са високим ризиком од рака дојке и доношења одлуке за правовременом операцијем и очувања дојке код рака.  Према томе дуктоскопија се може изводити у дијагностичке или терапијске сврхе како би се помогло у откривању и лечењу ових стања код пацијената са патолошким секретом из брадавица (ПСБ).
Дуктоскопија је технички изводљив код већине пацијената и има потенцијал у раном откривању рака дојке, и смањи број процедура ексцизије млечних канала и минимизира обим хируршке ресекције дојке.
Процедура се може безбедно извести у амбулантним условима и треба је размотрити код свих пацијената који имају патолошким секретом из брадавица са једним каналом.
Дуктоскопска цитологија није довољно осетљива за дијагнозу малигнитета и потребан је развој биопсијског алата којим ће се добити ткиво директном визуализацијом.

## Контраиндикације
Не постоје специфичне апсолутне контраиндикације за процедуру.

## Метода
За  дуктоскопију се користи фибероптички микроендоскоп пречника 1 мм, који се пласира кроз дуктални отвор на површини брадавице дојке након проширења релевантног канала одговарајућом сондом. Потом се слани раствор или стерилна дестилована вода убризгава у млачни канал кроз радни канал (0,45 мм) како би се он проширио и олакшао пролаз ендоскопа за јасну визуелизацију интрадукталног простора.
Оптички систем за гледање и ендоскопски систем који увећава ткиво дојке до 60 пута у односу на стварну величину и омогућава идентификацију лезија дојки до 1/100 величине од оних откривених конвенционалном мамографијом и магнетном резонанцом. 
Процедура се може извести под локалном анестезијом (применом локалне анестетичке креме плус интрадермални ињекције локалног анестетика на ивици ареола брадавице) у амбулантном условима.